# Justinus Kerner

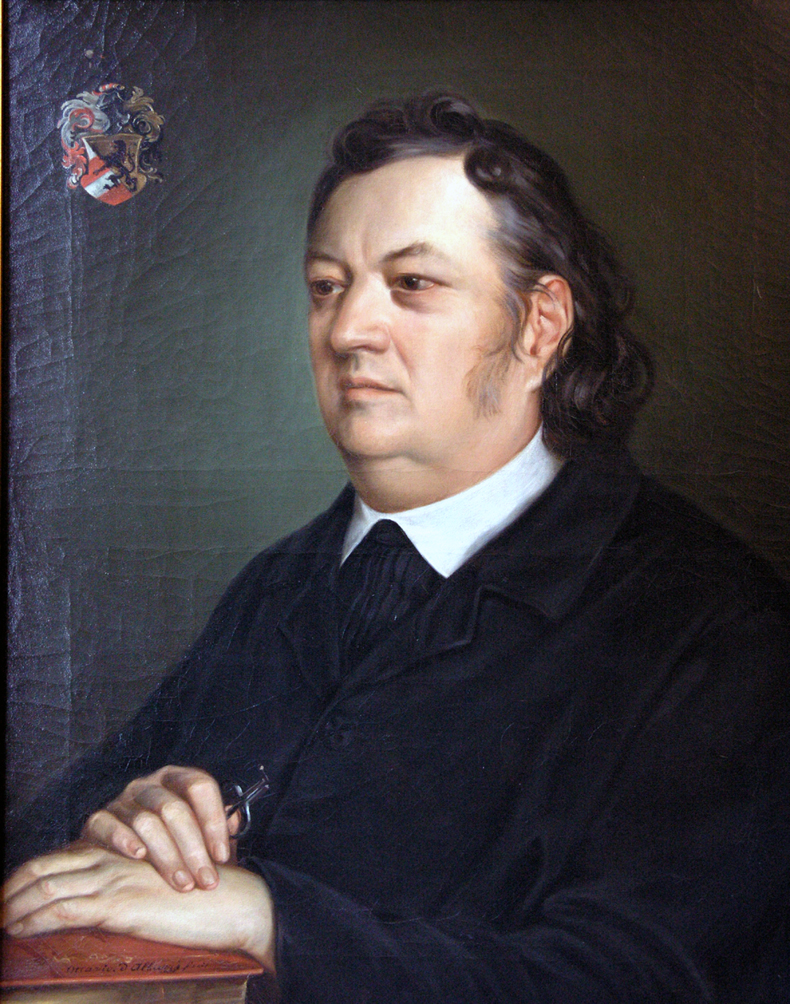
Justinus Kerner 1852, in der Hand eine Maultrommel. Gemälde von Ottavio d’Albuzzi, einem ehemaligen Patienten Kerners.

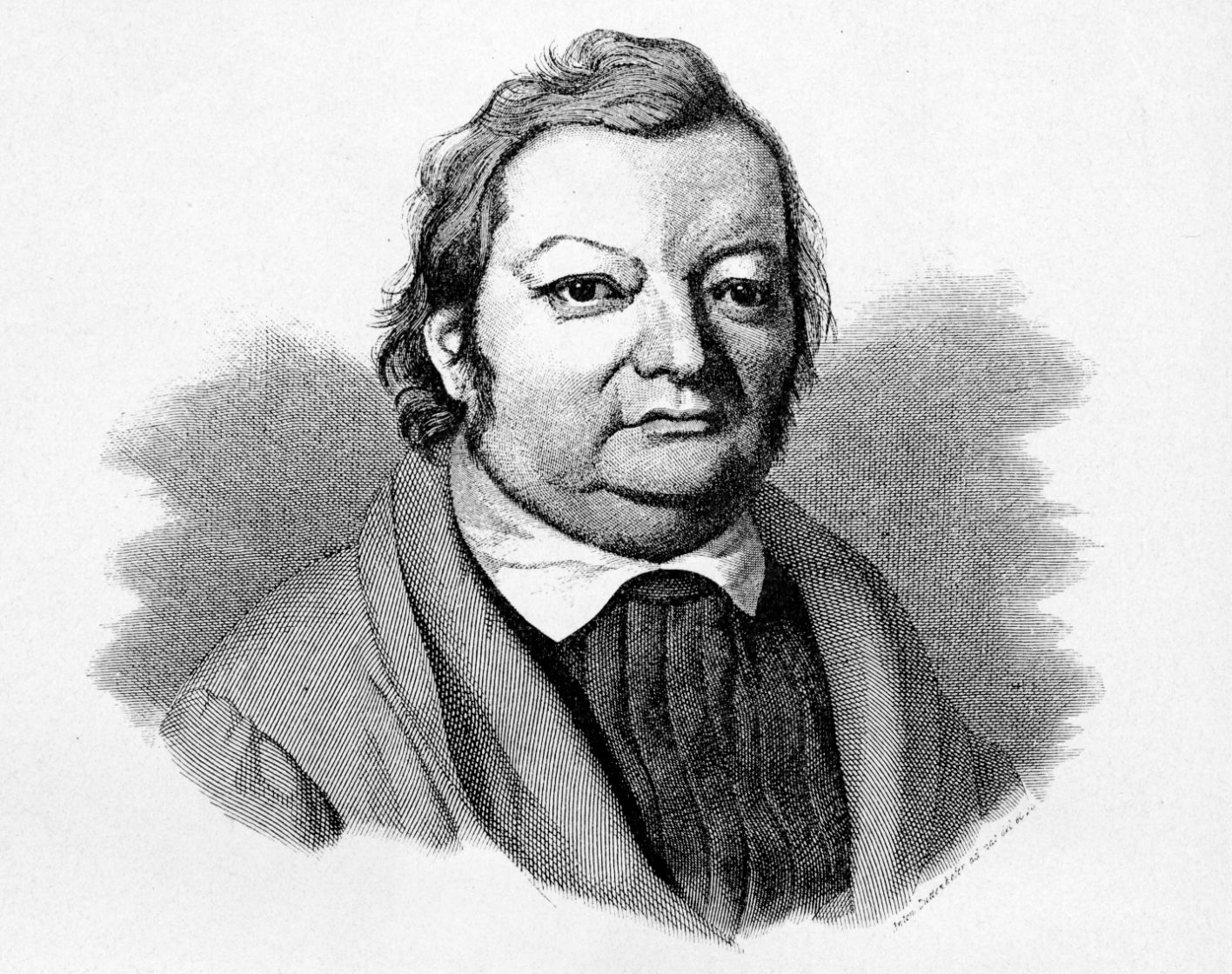
Lithographie nach einer Zeichnung aus dem Jahr 1841 von Anton Duttenhofer

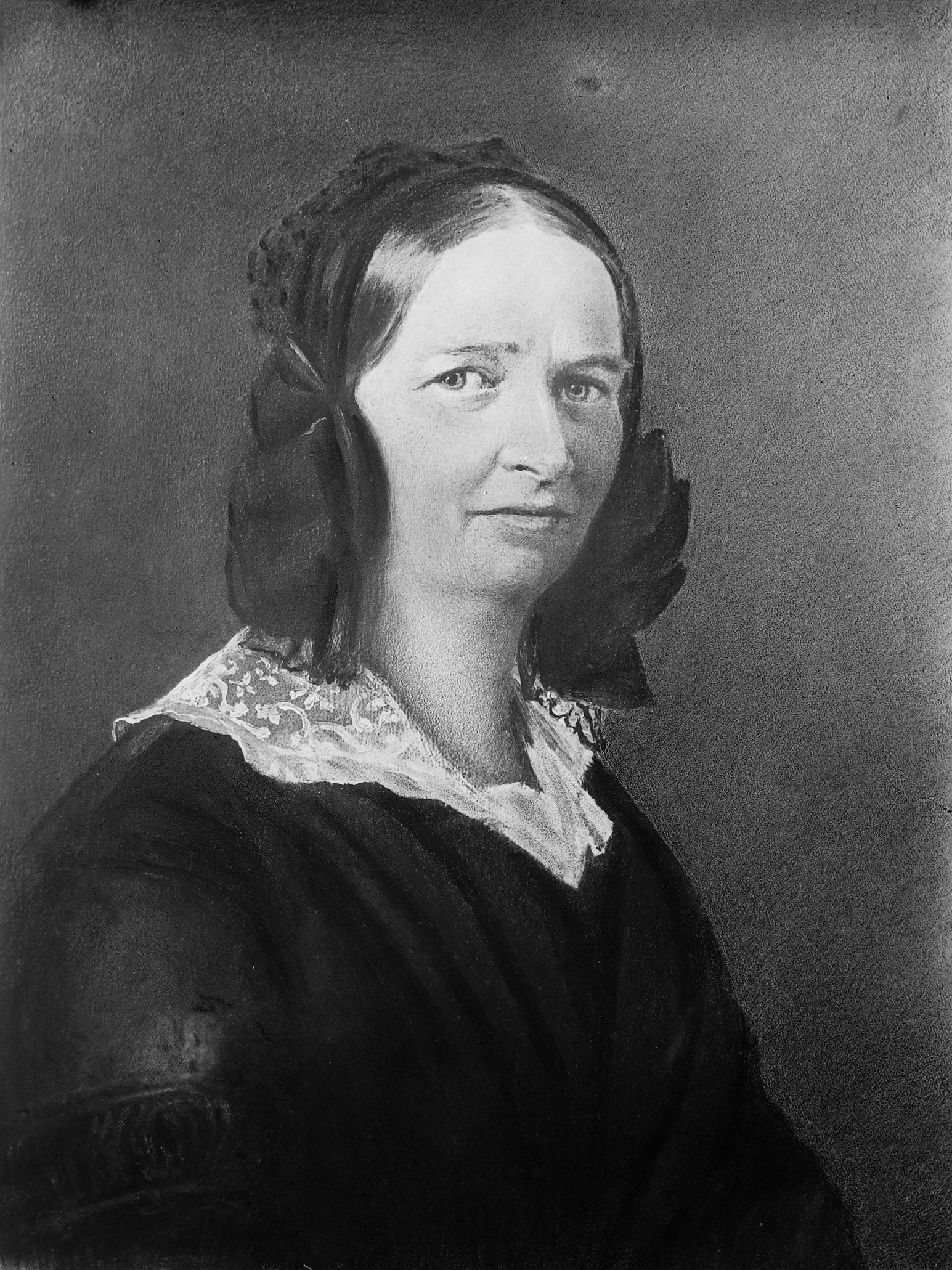
Kerners Frau Friederike, genannt Rickele. Gemälde von Alexander Bruckmann

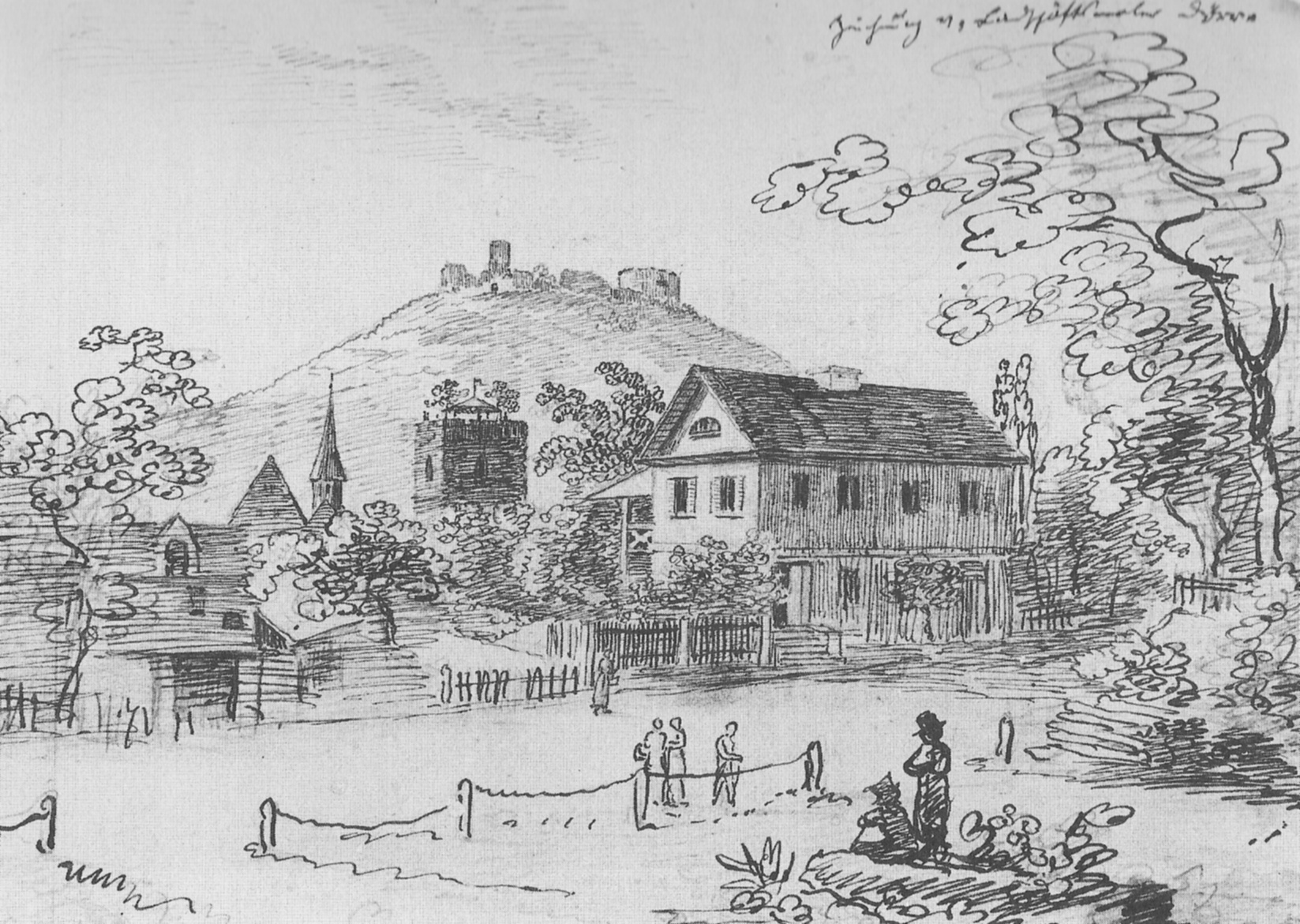
Das Kernerhaus um 1826. Tuschezeichnung von Carl Dörr

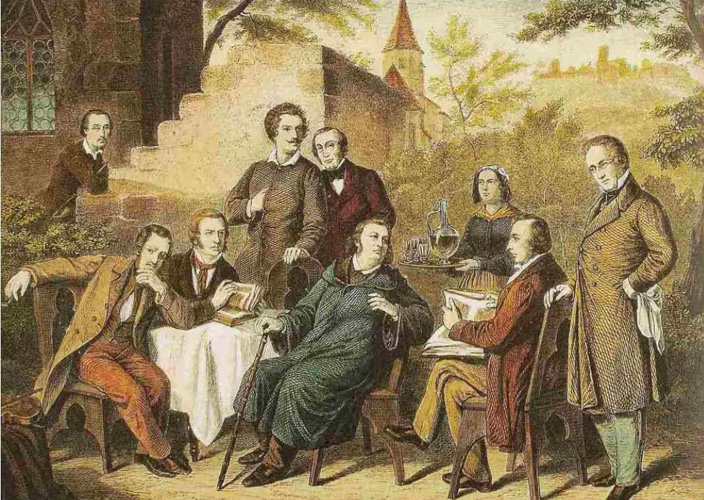
Seracher Dichterkreis im Kernerhaus. Von links: Theobald Kerner, Nikolaus Lenau, Gustav Schwab, Graf Alexander von Württemberg, Karl Mayer, Justinus Kerner, Friederike Kerner, Ludwig Uhland, Karl August Varnhagen von Ense (kolorierter Stich nach einem Ölgemälde von Heinrich von Rustige)

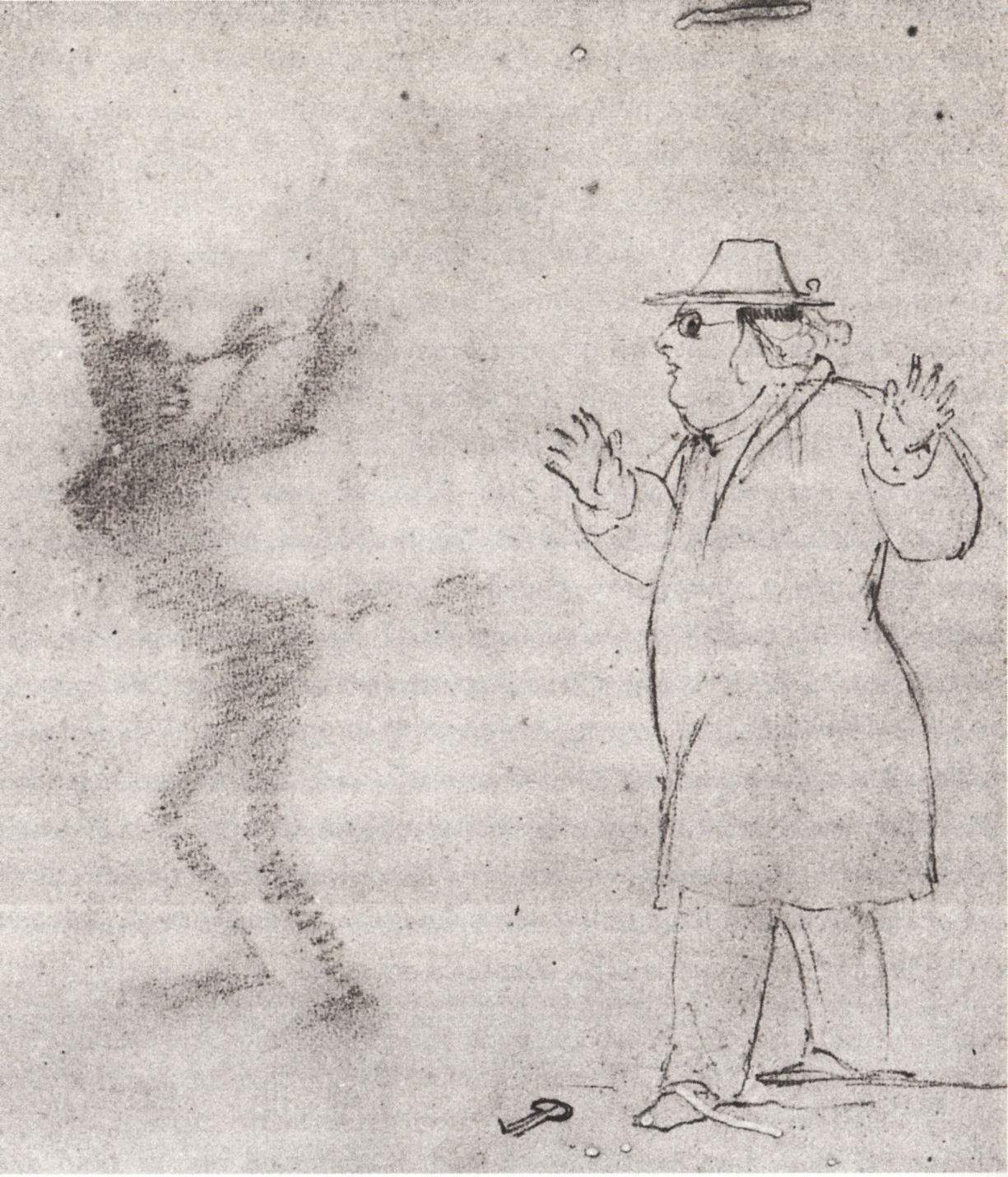
Kerner, beim Maultrommelspielen von einer Erscheinung überrascht (Bleistiftzeichnung Kerners)

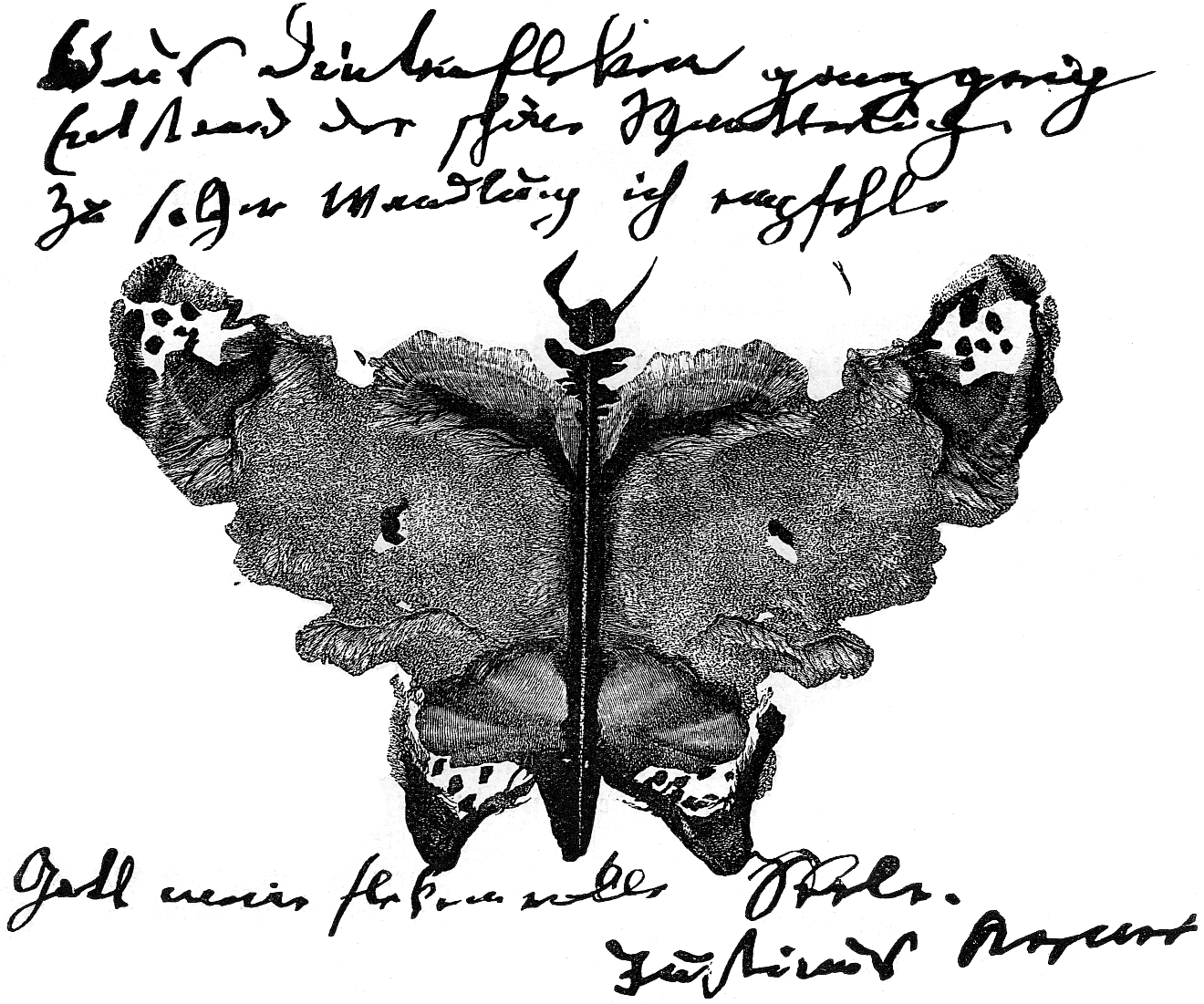
Sogenannte Klecksographie Kerners mit seinen metaphorischen Zeilen im Versmaß, in eigener Handschrift :
Aus Dintenfleken ganz gering
Entstand der schöne Schmetterling.
Zu solcher Wandlung ich empfehle
Gott meine flekenvolle Seele.
Justinus Kerner

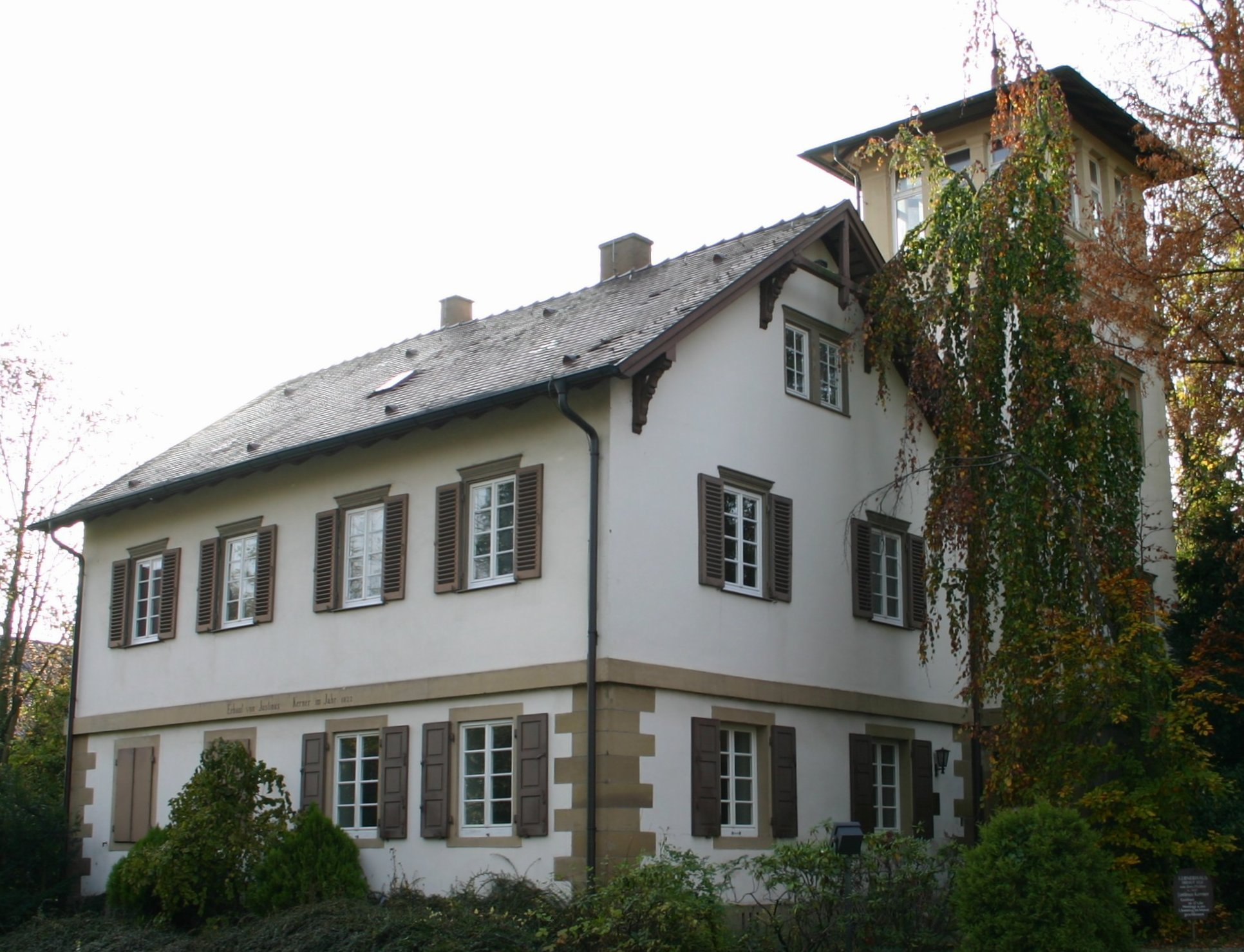
Haus Justinus Kerners in Weinsberg

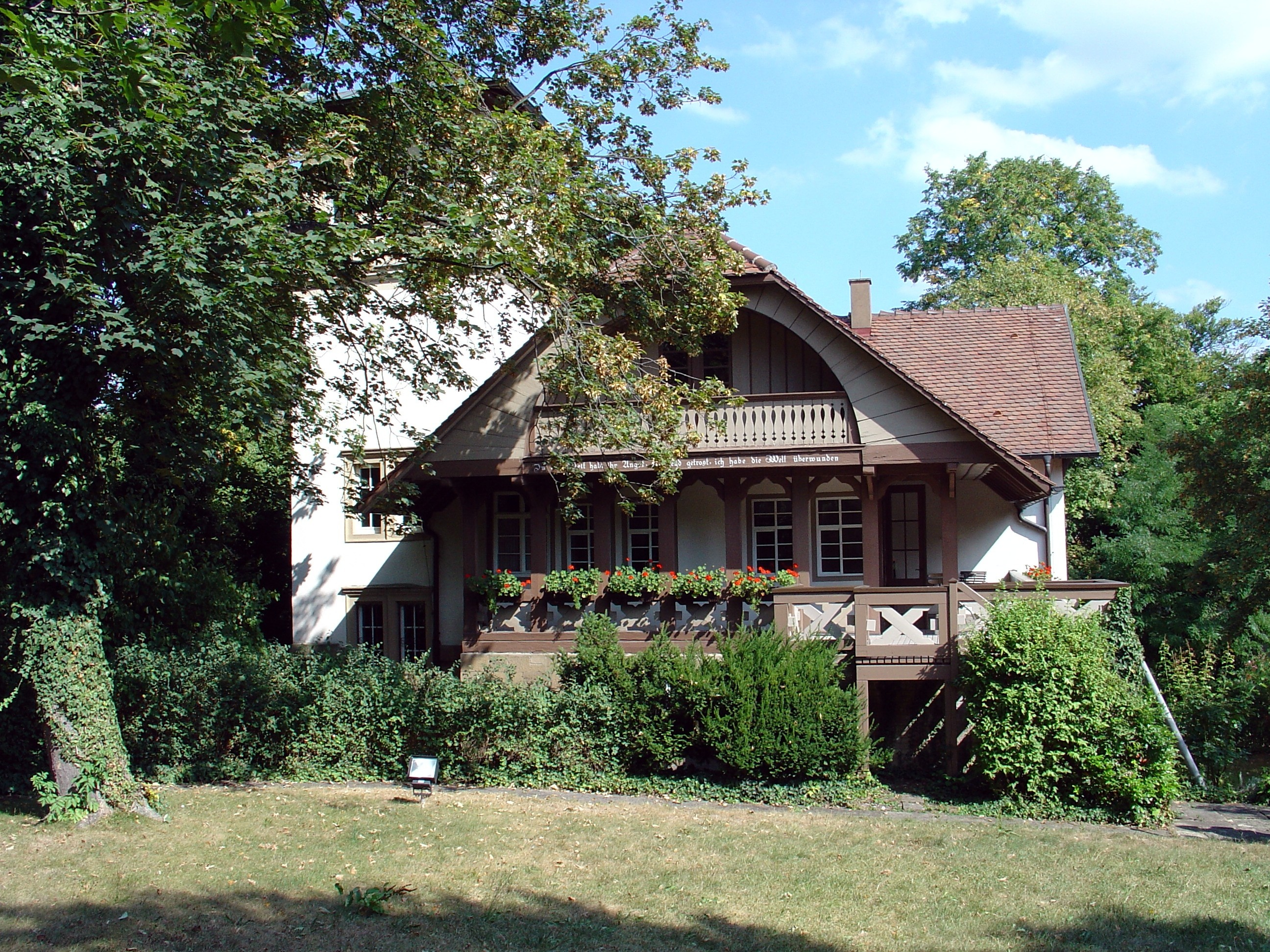
Blick aus dem Garten

Justinus Andreas Christian Kerner, ab 1850 von Kerner, (* 18. September 1786 in Ludwigsburg; † 21. Februar 1862 in Weinsberg) war ein deutscher Arzt, medizinischer Schriftsteller und Dichter.

## Leben

### Herkunft und Schulzeit
Sein Vater Christoph Ludwig Kerner war, ebenso wie sein Großvater Johann Georg Kerner, Oberamtmann in Ludwigsburg. Seine Mutter war Friederike Luise, geb. Stockmaier (1750–1817). Justinus war das jüngste von sechs Kindern. Sein ältester Bruder Johann Georg wurde als Chronist der französischen Revolution bekannt, sein Bruder Karl wurde General, Hüttenfachmann und kurzzeitig Innenminister des Königreichs Württemberg. Er hatte noch einen weiteren Bruder und zwei Schwestern.
Justinus Kerner ging in Ludwigsburg zur Schule und wurde zunächst in Maulbronn, wohin sein Vater versetzt worden war, von Stipendiaten der dortigen Klosterschule unterwiesen, dann erhielt er in Knittlingen Unterricht. Nach dem Tod seines Vaters im Jahr 1799 schickte seine Mutter den noch minderjährigen Justinus als Kaufmannslehrling in das Kontor der herzoglichen Tuchfabrik in Ludwigsburg. Kerner gefiel die stumpfsinnige Arbeit nicht und so suchte er nach Beschäftigungen, die ihm mehr Freude bereiteten. Er begann Gedichte zu schreiben und die Kranken des im selben Gebäude untergebrachten Irrenhauses durch sein Spiel auf der Maultrommel zu unterhalten.

### Studium
Sein ehemaliger Pfarrer und Lehrer Karl Philipp Conz, inzwischen Dichter und Professor für alte Sprachen an der Universität Tübingen, setzte bei Kerners Mutter durch, dass der Sohn studieren durfte, und so studierte Justinus von 1804 bis zu seiner Promotion 1808 Medizin und Naturwissenschaften in Tübingen. In Autenrieths Klinik behandelte er im Herbst 1806 Friedrich Hölderlin und verarbeitete dies in seinem Roman „Reiseschatten“.
Bereits zu Studienzeiten war er mit Ludwig Uhland, Karl Mayer, Gustav Schwab und Karl Heinrich Gotthilf von Köstlin befreundet, woraus sich später der Kern der Schwäbischen Dichterschule entwickeln sollte, zu deren namhaftesten Vertretern Kerner gehörte.
1807 lernte er bei einer Feier aus Anlass von Uhlands Geburtstag seine spätere Frau Friederike Ehmann (9. Januar 1786 – 4. April 1854) aus Ruit auf den Fildern kennen, von ihm Rickele (von Ruit) genannt, die er 1813 heiratete und in vielen Gedichten verewigte. Aus der Ehe gingen die Töchter Marie (verh. Niethammer; 2. Dezember 1813 – 14. April 1886) und Emma (verh. Gsell; 16. November 1822 – 26. November 1895) sowie der Sohn Theobald (14. Juni 1817 – 11. August 1907) hervor.
Eine enge Freundschaft verband Kerner mit seinem Kommilitonen und Arztkollegen David Assing in Hamburg, der Friederike Ehmann in schwerer Krankheit geheilt hatte, ebenso mit Assings Ehefrau Rosa Maria und ihrem Bruder Karl August Varnhagen von Ense in Berlin. Diese Freundschaft erstreckte sich auch auf Assings Töchter Ottilie und Ludmilla und setzte sich in der nächsten Generation bei Theobald fort.
Kerner stand auch in Kontakt mit dem Germanisten Joseph von Laßberg auf Burg Meersburg.

### Kerner als Arzt und Schriftsteller
Nach seinem Studium und mehreren Reisen war er ab 1810 als Arzt tätig, zunächst in Dürrmenz, von 1811 an als Badearzt in Wildbad und von 1812 an als praktischer Arzt in Welzheim. 1815 wurde er Oberamtsarzt in Gaildorf, 1819 in Weinsberg. Diese Tätigkeit übte er bis zum Jahr 1851 aus, in dem er wegen eines Augenleidens (Grauer Star) pensioniert wurde. In Weinsberg ließ er, nachdem die Familie zuvor meist in sehr beengten Wohnverhältnissen zur Miete gewohnt hatte, 1822 im ehemaligen Stadtgraben das heute noch als Kernerhaus zu besichtigende Wohnhaus errichten. Das mehrfach erweiterte Haus und der benachbarte, nach 1823 hinzu erworbene mittelalterliche Geisterturm beherbergten Kerners große Sammlung von Kunstgegenständen und waren gastfreundlicher Treffpunkt von Kerners großem Freundeskreis. Ludwig Uhland, Gustav Schwab, Nikolaus Lenau, die Brüder Karl und Louis Mayer sowie Alexander von Württemberg gingen dort ein und aus. Sein Sohn Theobald Kerner, ebenfalls Arzt und Schriftsteller, berichtete darüber in seinem 1894 erschienenen Buch Das Kernerhaus und seine Gäste. Kerner gehörte auch dem Seracher Dichterkreis an und hatte einen Freundeskreis in München. Seine Tochter Marie, verh. Niethammer, war Schriftstellerin und schrieb das Buch Das Leben des Justinus Kerner – nach Briefen und eigenen Erinnerungen.
Sein Stil wird als schlicht und innig beschrieben, wobei sich in seinen Werken sowohl Wehmut als auch Humor und echte Herzensfrömmigkeit finden. Einige seiner Gedichte sind sehr bekannt, auch als Lieder, etwa Der reichste Fürst, Wanderlied („Wohlauf! Noch getrunken den funkelnden Wein!“) oder Der Wanderer in der Sägmühle, wenn auch oft nicht bewusst ist, dass es sich um Gedichte Kerners handelt.  Der Liedzyklus Zwölf Gedichte von Justinus Kerner für Singstimme und Klavier op. 35 von Robert Schumann aus dem Jahr 1840 wird auch heute noch häufig in den Konzertsälen aufgeführt.
Später wandte sich Kerner spiritistischen, okkultistischen und somnambulistischen Fragen zu. Er nahm die populäre Seherin von Prevorst, Friederike Hauffe (1801–1829), einige Zeit bei sich auf und veröffentlichte 1829 zwei Bücher über sie.
Kerners Freude am Grotesken zeigt sich in seinen „Klecksographien“. Quelle dieser Beschäftigung waren die „Tintensäue“, die zuweilen auf die Briefe und Manuskripte des fast erblindeten Dichters fielen. Durch Faltung des Papiers erzeugte er aus den zerdrückten Tintenklecksen abstrakte Zeichnungen, denen er mit ein paar zusätzlichen Federstrichen eine narrative Bedeutung zu geben versuchte. Das von ihm aus Klecksographien zusammengestellte „Hadesbuch“ ist in Urschrift im Schiller-Nationalmuseum in Marbach am Neckar erhalten. Der Schweizer Psychoanalytiker Hermann Rorschach benutzte zu Beginn des 20. Jahrhunderts solche „Zeichnungen“ seiner Patienten in dem nach ihm benannten und stets umstrittenen Rorschachtest zur Bestimmung von Wahrnehmungsvermögen, Intelligenz und emotionalen Charakteristika.
Aus heimatkundlichem Interesse bemühte er sich um die Weinsberger Geschichtsschreibung und die Erhaltung der Burgruine Weibertreu. Der 1823 von ihm initiierte Frauen-Verein zu Weinsberg (seit dem Zusammenschluss 1920, heute Justinus-Kerner-Verein und Frauenverein Weinsberg) ist noch immer im Besitz der Burgruine und verwaltet diese. Er verfasste 1819 einen Aufsatz Über die Kirche zu Weinsberg und 1820 auf Grundlage handschriftlicher Quellen einen Aufsatz (1822 als Buch) über Weinsberg im Bauernkrieg,  Die Bestürmung der Stadt Weinsberg durch die hellen christlichen Haufen im Jahre 1525 und deren Folgen für diese Stadt.
Seine bleibende Leistung als Arzt ist die erstmalige klinische Beschreibung der bakteriellen Lebensmittelvergiftung Botulismus in einem 1817 erschienenen langen Zeitschriftenbeitrag und in seiner 1822 erschienenen Schrift Das Fettgift oder die Fettsäure und ihre Wirkungen auf den thierieschen Organismus. Ein Beytrag zur Untersuchung des in verdorbenen Würsten giftig wirkenden Stoffes.
Justinus Kerner starb 1862 und wurde auf dem Weinsberger Friedhof neben seiner Frau Rickele begraben, die 1854 gestorben war. Das Grab existiert bis heute. Sein Ururgroßneffe war der Schriftsteller Wolfgang Frommel.

## Bekannte Werke

### Roman
- Reiseschatten von dem Schattenspieler Luchs. Heidelberg 1811 (ISBN 3-458-33526-9).

### Erzählungen
- Die Heimatlosen (1816, ISBN 3-933292-73-5)
- Geschichte zweyer Somnambülen. Nebst einigen andern Denkwürdigkeiten aus dem Gebiete der magischen Heilkunde und der Psychologie. Braun, Karlsruhe 1824. (Digitalisat)

### Gedichte
- Poetischer Almanach (1812, mit Uhland, Schwab und anderen)
- Deutscher Dichterwald (1813, mit Uhland, Schwab und anderen)
- Gedichte (1826, Sammlung) (Digitalisat und Volltext im Deutschen Textarchiv)
- Der letzte Blüthenstrauß. Cotta, Stuttgart und Tübingen 1852. (Digitalisat)
- Winterblüthen. Cotta, Stuttgart 1859.
- bekannt:
  - Der reichste Fürst (Ballade)
  - Wanderer in der Sägemühle
  - Wohlauf noch getrunken
  - Der Geiger zu Gmünd
- Die Dichtungen von Justinus Kerner. Neue vollständige Sammlung in einem Bande. Cotta, Stuttgart und Tübingen 1834. (Digitalisat)
- Ausgewählte poetische Werke. Cotta, Stuttgart 1878–1879. (Digitalisat Band 1), (Band 2)

### Satire
- Der rasende Sandler. Ein politisches dramatisches Inpromptu, mit Marionetten aufzuführen. Stuttgart 1817.

### Medizinische und naturwissenschaftliche Schriften
- Das Wildbad im Königreich Württemberg. (1813, ISBN 3-921841-26-7)
- Das Fettgift oder die Fettsäure und ihre Wirkung auf den tierischen Organismus. Cotta, Stuttgart und Tübingen 1822. (Digitalisat)
- Geschichte zweier Somnambulen. Braun, Karlsruhe 1824.
- Die Seherin von Prevorst. Eröffnungen über das innere Leben des Menschen und über das Hereinragen einer Geisterwelt in die unsere. Cotta, Stuttgart und Tübingen 1829. (Digitalisat Band 1), (Band 2) Überarbeitete Neuauflage 2012, ISBN 978-3-7984-0815-9)
- Blätter aus Prevorst (ab 1831)
- Geschichten Besessener neuerer Zeit. (1834) (Digitalisat und Volltext im Deutschen Textarchiv)
- Eine Erscheinung aus dem Nachtgebiete der Natur. Durch eine Reihe von Zeugen gerichtlich bestätigt und den Naturforschern zum Bedenken mitgetheilt. Cotta, Stuttgart und Tübingen 1836. (Digitalisat)
- Nachricht von dem Vorkommen des Besessenseins eines dämonisch-magnetischen Leidens und seiner schon im Alterthum bekannten Heilung durch magisch-magnetisches Einwirken in einem Sendschreiben an den Herrn Obermedicinalrath Dr. Schelling in Stuttgart. Cotta, Stuttgart und Augsburg 1836. (Digitalisat)
- Magikon. Archiv für Beobachtungen aus dem Gebiete der Geisterkunde und des magnetischen und magischen Lebens. Stuttgart 1840–1853 (ISBN 3-923620-03-9)
- Franz Anton Mesmer aus Schwaben, Entdecker des thierischen Magnetismus. Erinnerungen an denselben, nebst Nachrichten aus den letzten Jahren seines Lebens zu Meersburg am Bodensee. Frankfurt am Main, Literarische Anstalt 1856. Digitalisiert bei Google

### Autobiographisches
- Bilderbuch aus meiner Knabenzeit. Erinnerungen aus den Jahren 1786 bis 1804. Braunschweig 1849; Neuausgabe: ISBN 3-458-32038-5

### Klecksographien
Beim Niederschreiben seiner Werke verunstalteten oft Tintenkleckse (schwäbisch „Dintensäue“) das Geschriebene. Diese Kleckse regten Kerners Phantasie an, er „sah“ in ihnen Figuren und arbeitete Figuren und Gesichter mit wenigen Federstrichen heraus (Pareidolie). Zu diesen Figuren, die er auch als „Hadesbilder“ bezeichnete, schrieb er kleine Texte nieder, die diesen eine tiefere Bedeutung verliehen (Apophänie).
- Kleksographien. (1890 veröffentlicht von seinem Sohn Theobald, Digitalisat)
- A. Berger-Fix (Hrsg.): Nur wenn man von Geistern spricht. Briefe und Klecksographien. Stuttgart 1986.

## Justinus-Kerner-Medaille
Der Ärzteverband Öffentlicher Gesundheitsdienst Baden-Württemberg verleiht seit 1979 die Justinus-Kerner-Medaille. Sie wird an Persönlichkeiten verliehen, die sich um den Öffentlichen Gesundheitsdienst in Baden-Württemberg verdient gemacht haben.
Bisherige Preisträger sind:
- 1979: Ernst Eschner, Gesundheitsamt Mannheim  und Hanns Hufnagel, Gesundheitsamt Stuttgart
- 1980: Karl Breu, Gesundheitsamt Ludwigsburg,
- 1981: Wolfdietrich Graff, Gesundheitsamt Lörrach und Erich Hansen, Bruchsal
- 1982: Franz Braun, Gesundheitsamt Tübingen, Jugendzahnarzt
- 1983: Bertha Bausch, Gesundheitsamt Ludwigsburg und Hellmuth Aldinger, Gesundheitsamt Ulm
- 1984: Werner Bauer, Gesundheitsamt Tübingen
- 1985: Christian Göttsching, Gesundheitsamt Freiburg / Sozialministerium Stuttgart
- 1986: Annemarie Griesinger, Sozialministerin a. D., Markgröningen und Gerhard Neumann, Gesundheitsamt Stuttgart
- 1987: Walter Steuer, Präsident a. D. des Landesgesundheitsamtes Baden-Württemberg (früher MLUA), Stuttgart
- 1992: Hans Stöckle, Abteilungsdirektor a. D., Regierungspräsidium Stuttgart
- 1998: Clara Sacré, Landesgesundheitsamt Baden-Württemberg, Stuttgart
- 2003: Wiland Weik, Regierungspräsidium Freiburg
- 2011: Monika Stolz, Sozialministerin Baden-Württemberg und Thomas Halder, Ministerialdirektor, Sozialministerin Baden-Württemberg
- 2012: Peter-Joachim Oertel, Gesundheitsamt Tübingen
- 2013: Thomas Reumann, Landrat, Reutlingen
- 2016: Klaus Walter und Edith Herzog, Gesundheitsamt Ostalbkreis, Aalen
- 2019: Alexis von Komorowski, Landkreistag Baden-Württemberg

## Justinus-Kerner-Preis
Die Stadt Weinsberg stiftete anlässlich des 200. Geburtstages Justinus Kerners 1986 den Justinus-Kerner-Preis. Er wird seit 1990 alle drei Jahre an Personen verliehen, die in Verbindung mit dem Lebenswerk Kerners oder in seinem Sinne im literarischen, medizinischen oder heimat- und denkmalpflegerischen Bereich Herausragendes geleistet haben. Die Verleihung erfolgt jeweils am 18. September, dem Geburtstag Justinus Kerners, in Weinsberg, wobei der Preisträger schon gegen Ende des Vorjahres bekannt gegeben wird. Der Preis ist mit 5000 Euro dotiert. Bisherige Preisträger sind:
- 1990: Leo Navratil, Wien, in Würdigung seines schriftstellerischen und ärztlichen Lebenswerkes.
- 1993: Peter Rühmkorf, Hamburg, in Würdigung seines lyrischen Werkes.
- 1996: Hermann Bausinger, Tübingen, in Würdigung seines volkskundlichen Werkes.
- 1999: Eveline Hasler, Schweiz, in Würdigung ihres literarischen Werkes.
- 2002: Heinz Schott, Bonn, in Würdigung seines medizingeschichtlichen Werkes.
- 2005: Edgar Reitz, in Würdigung seiner Verdienste um den Begriff „Heimat“.
- 2008: Klaus Dörner
- 2011: Elazar Benyoëtz
- 2014: Frank Erbguth
- 2017: Carl Herzog von Württemberg[11]
- 2020: Katja de Bragança[12]
- 2023: Vincent Klink[13]

## Ehrungen

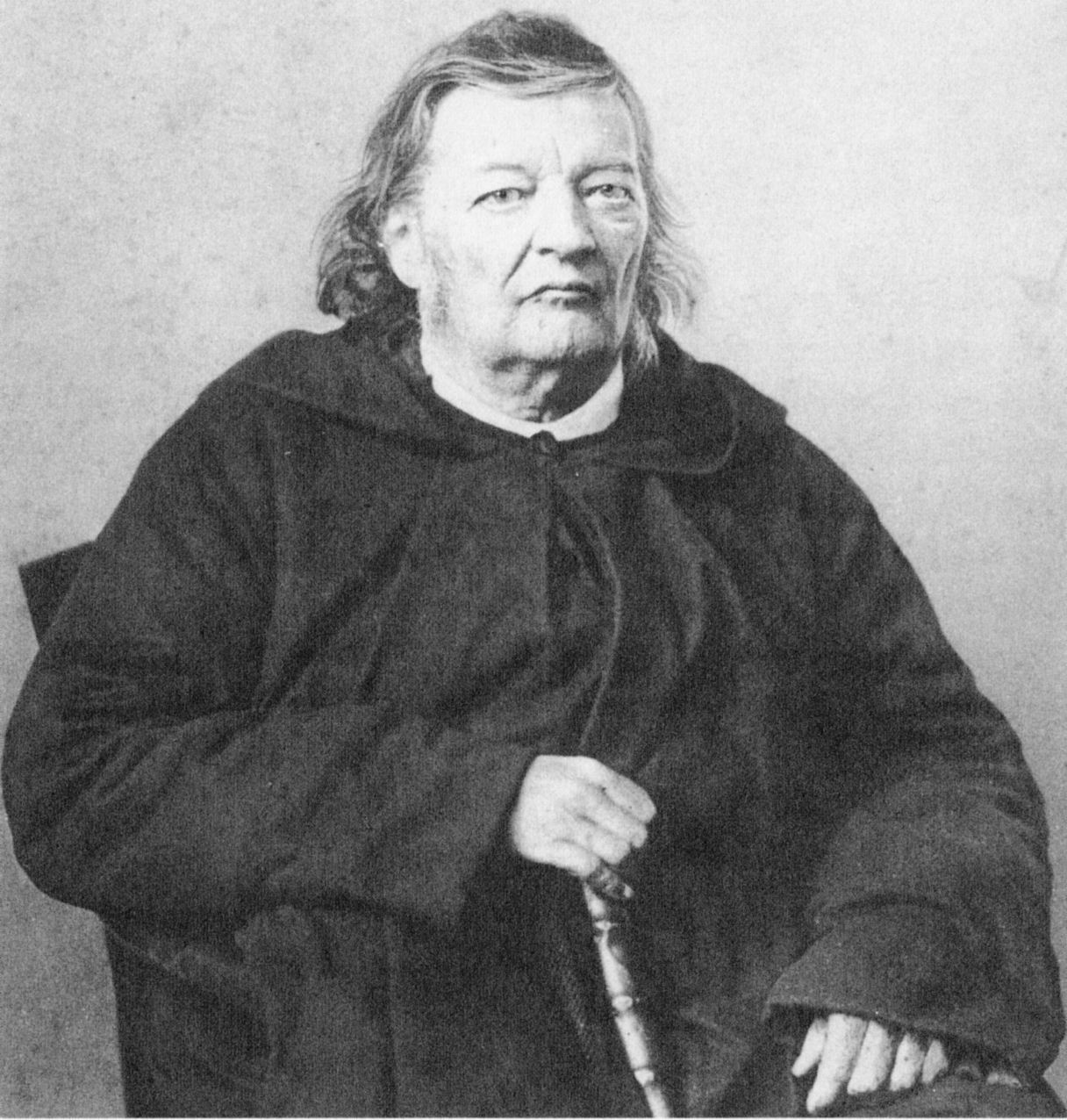
Altersbild Justinus Kerners, wenige Jahre vor seinem Tod aufgenommen

Im Jahr seiner Pensionierung 1850 wurde Justinus Kerner zum Ritter des Ordens der Württembergischen Krone ernannt, womit der persönliche Adelsstand verbunden war. 1854 nahm ihn der bayerische König Maximilian II. in den Bayerischen Maximiliansorden für Wissenschaft und Kunst auf.
Zu Ehren Justinus Kerner wurde die Rebsorte Kerner benannt, die 1929 von der in Weinsberg ansässigen Staatlichen Lehr- und Versuchsanstalt für Wein- und Obstbau aus rotem Trollinger und weißem Riesling gekreuzt wurde.
In Tübingen, Ludwigsburg, München und anderen Städten sind Straßen nach Kerner benannt. Es gibt in mehreren Städten nach Justinus Kerner benannte Schulen; in Heilbronn und Weinsberg tragen Gymnasien seinen Namen, in Ludwigsburg eine Gemeinschaftsschule und in Böblingen eine Grundschule.
Bei Gaildorf, am Südostrand des Mainhardter Walds, errichtete der Schwäbische Albverein im Jahr 1902 auf dem 458 m hohen Kirgel einen Aussichtsturm und benannte ihn nach dem Arzt und Dichter und seinem Sohn Theobald Kernerturm.

## Zeitschrift
Der Information über Justinus Kerner widmet sich die Zeitschrift Mitteilungen des Justinus-Kerner-Vereins und Frauen-Vereins Weinsberg, herausgegeben vom Justinus-Kerner-Verein in Weinsberg.